# Rodrigues College
Le Rodrigues College (Collège de Rodrigues) a vu le jour à la suite de la fusion de deux collèges confessionnels notamment les collèges de St Barnabas – une institution anglicane – et de St. Louis, une institution catholique.
Les deux collèges avaient connu des moments difficiles. À l’époque, les collèges de St. Barnabas et de St. Louis étaient dirigés par le Révérend Donald Smith et le Vicaire épiscopal Henri Espitalier-Noel, respectivement. Ayant à cœur la réussite des élèves, ils se concertèrent et décidèrent de gérer conjointement les deux collèges afin de mieux encadrer les jeunes. Déjà en 1973, avant la fusion il y avait une étroite collaboration entre St. Barnabas et St. Louis. Ainsi les deux établissements se partagèrent les ressources et les enseignants. Le 1er janvier 1974 marqua le tournant dans le domaine de l’éducation à Rodrigues. Le Rodrigues College prit naissance avec 280 élèves. Dans son besoin d’expansion pour offrir une éducation de meilleur niveau, il y a eu une transition entre St. Louis et St. Barnabas en 1996. En 2001, il y a un nouveau département, en occurrence le prévocationnel de Brulé.
30 ans après la fusion, le Rodrigues College a aussi connu d’importants développements au niveau infrastructurel.
Le département de St. Barnabas a débuté avec cinq classes et un laboratoire. En 1980, à la suite d'une donation d’une association allemande, Bread for the world, la construction d’un bâtiment fut rendu possible. En 2005, St Barnabas comptait douze salles de classe et un laboratoire.
St Barnabas n’a pas été le seul département touché par le développement. St Louis qui après la fusion était dote de 8 salles de classe, compte en 2005 16 classes. En 1995, trois laboratoires, une salle polyvalente et une bibliothèque ont été construits après la démolition de l’ancien hall. En 2000, la veille caserne des pompiers fut démolie le 13 mai et un terrain de jeu y fut aménagé pour la pratique des sports.
Le Rodrigues College peut être fier de ses performances. En 1981, le School Certificate (SC), fut réintroduit, à la suite d'un passage à travers le système London Certificate of Education (GCE) et en 1982 les élèves ont pris part aux examens de Higher School Certificate (HSC). Les premières bourses d’études furent octroyées en 1986. Le Rodrigues College a aussi contribue dans la société. Bon nombre de ses anciens élèves aujourd’hui occupent des postes de responsabilité dans le gouvernement régional et l’administration locale aussi bien que dans la communauté.